# Lucamaleonte
Lucamaleonte, pseudonimo di Luca Vollono (Roma, 30 settembre 1983), è un artista italiano.

## Biografia
È nato a Roma il 30 settembre 1983 e ha conseguito una laurea presso l'Istituto centrale per il restauro. Fin da giovane si è interessato ai graffiti e all'arte di strada, formandosi come autodidatta nel corso dei primi anni 2000. Dai graffiti è poi passato agli stencil, seguiti da dipinti su muro a mano libera. Nel 2008, insieme a Sten Lex e Orticanoodles, è stato l'unico italiano a partecipare al Cans Festival di Londra, organizzato da Banksy.
Numerose sue opere su commissione sono state realizzate a Roma, dove ha realizzato, tra gli altri un murale sulla Scuola media Pascoli nel quartiere Appio-Latino dedicato a Francesco Totti e un murale dedicato alla memoria di Gigi Proietti su una palazzina del Tufello. Ha inoltre partecipato ad un progetto del Museo di urban art di Roma per l'Ecomuseo Casilino ad Duas Lauros, realizzando un murale in via del Monte del Grano ritraente un nido di vespe in occasione del 70º anniversario dal rastrellamento del Quadraro, e ha preso parte alla mostra collettiva Scala Mercalli, ospitata nel 2008 dall'Auditorium Parco della Musica, e alla mostra Urban Legends, organizzata nel 2014 presso il Museo di arte contemporanea all'ex Mattatoio di Testaccio. Nel 2020 ha curato per Bulgari l'identità visiva per le festività natalizie dell'azienda.
Nel 2022 è stato direttore artistico del primo festival phygital di street art, lo StreetArt Festival presso il Fidenza Village di Fidenza, in cui ha inoltre esposto la sua opera Mucchio di tigri.

## Opere

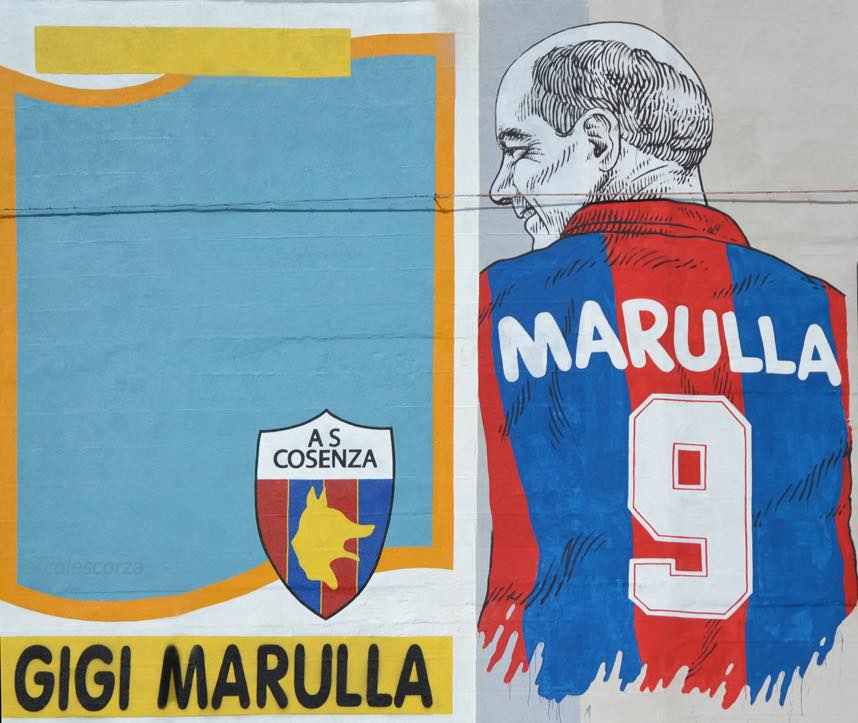
Murale dedicato a Gigi Marulla a Cosenza, realizzato insieme a Flavio Favelli.

- Murale di Francesco Totti (o Vecchio a chi?) 2014, Scuola media Pascoli, Appio-Latino (Roma)[4]
- Nido di Vespe, murale acrilico su muro, 2014, via del Monte del Grano, Quadraro (Roma)[6]
- Murale in memoria di Gigi Marulla (con Flavio Favelli), 2015, murale, Cosenza[7]
- Ave Cesare, 2017, murale, Mercato di Testaccio, Roma[8]
- Patrimonio indigeno, 2019, murale, ex Pastificio Cerere, San Lorenzo (Roma)[9]
- Un muro di persone per la Cultura e la Legalità, 2019, murale, Stazione di Lido di Ostia Nord, Ostia (Roma) - disconosciuto[10]
- D'après Gigi, 2020, murale, 11×15 metri, via Tonale, Tufello (Roma)[11]
- Fioritura, 2021, murale, Municipio, Antrodoco[12]
- Dal nido al mare, 2024, murale, Scuola Fratelli Garrone, Ostia (Roma)